# Anthostema
Anthostema är ett släkte av törelväxter. Anthostema ingår i familjen törelväxter.
Kladogram enligt Catalogue of Life:
| Anthostema | \| \| Anthostema aubryanum \| \| \| \| \| \| Anthostema madagascariense \| \| \| \| \| \| Anthostema senegalense \| \| \| \| |
|            | \| \| Anthostema aubryanum \| \| \| \| \| \| Anthostema madagascariense \| \| \| \| \| \| Anthostema senegalense \| \| \| \| |
|            | Anthostema aubryanum |
|            | |
|            | Anthostema madagascariense                                                                                                   |
|            | |
|            | Anthostema senegalense |
|            | |